# Kings Bay Base
Kings Bay Base – jednostka osadnicza w Stanach Zjednoczonych, w stanie Georgia, w hrabstwie Camden.